# Consejo Regional de Ingeniería Biomédica para América Latina
El Consejo Regional de Ingeniería Biomédica para América Latina  (CORAL) es una sociedad trasnacional creada en 1998 con el patrocinio de la International Federation of Medical and Biological Engineering (IFMBE) y la IEEE Engineering in Medicine and Biology Society (EMBS), con la finalidad de integrar los esfuerzos de las sociedades de ingeniería biomédica de América Latina y el Caribe para expandir y fortalecer la industria de dispositivos médicos y sus aplicaciones entre los países de la región. 

## Objetivos generales
- Promover y coordinar congresos y eventos profesionales y académicos.
- Promover proyectos de investigación y docencia.

## Propiciar movilidad  estudiantil y de profesores.
- Promover la publicación de libros y revistas en la región.
- Vincular redes de innovación tecnológica.
- Promover espacios de reflexión sobre nuevas perspectivas de cómo mejorar la Ingeniería Biomédica.

## Organización
CORAL se conforma por diferentes clases de sociedades y organizaciones:
- Sociedades Nacionales de Ingeniería Biomédica, afiliadas a la IFMBE, de países de América Latina y el Caribe.
- Capítulos de EMBS de países de la Región 9 de IEEE (Latin America and the Caribbean).
- Organizaciones patrocinadoras, como  sociedades profesionales regionales e internacionales, agencias gubernamentales y organizaciones con interés en la Ingeniería Biomédica.

| Organizaciones                                                                                   |
| ------------------------------------------------------------------------------------------------ |
| Sociedad Argentina de Bioingeniería                                                              |
| Sociedad Brasileña de Ingeniería Biomédica                                                       |
| Sociedad Chilena de Ingeniería Biomédica                                                         |
| Sociedad Cubana de Bioingeniería                                                                 |
| Asociación Costarricense de Bioingeniería y. Electro medicina                                    |
| Asociación Colombiana de Bioingeniería y Electrónica Médica                                      |
| Asociación Colegio de Ingeniería Biomédica de El Salvador                                        |
| Sociedad Mexicana de Ingeniería Biomédica                                                        |
| Asociación Peruana de Ingeniería Biomédica                                                       |
| Asociación Panameña de Ingeniería Biomédica                                                      |
| Representante IFMBE Región 3 LATAM                                                               |
| Representante IEEE/EMBS Región 9                                                                 |
| Capítulo Profesional IEEE de Ingeniería y Biología (EMBS)– IEEE Sección Argentina                |
| Capítulo Profesional IEEE de Ingeniería y Biología (EMBS) – IEEE Sección Sur Brasil              |
| Capítulo Profesional IEEE de Ingeniería y Biología (EMBS) – IEEE Sección Centro Norte Brasil     |
| Capítulo Profesional IEEE de Ingeniería y Biología (EMBS) – IEEE Sección Costa Rica              |
| Capítulo Profesional IEEE de Ingeniería y Biología (EMBS) – IEEE Sección Ecuador                 |
| Capítulo Profesional IEEE de Ingeniería y Biología (EMBS) – IEEE Sección Puebla México           |
| Capítulo Profesional IEEE de Ingeniería y Biología (EMBS) – IEEE Sección Centro Occidente México |
| Capítulo Profesional IEEE de Ingeniería y Biología (EMBS) – IEEE Morelos México                  |
| Capítulo Profesional IEEE de Ingeniería y Biología (EMBS) – IEEE Sección Panamá                  |
| Capítulo Profesional IEEE de Ingeniería y Biología (EMBS) – IEEE Sección Perú                    |
| Capítulo Profesional IEEE de Ingeniería y Biología (EMBS) – IEEE Sección Uruguay                 |
| Capítulo Profesional IEEE de Ingeniería y Biología (EMBS) – IEEE Sección Colombia                |

## Presidentes
El Consejo elige democráticamente a sus presidentes de forma trianual. El Consejo ha tenido 13 presidentes desde su fundación.
|    | Nombre                                   | País        | Periodo     |
| -- | ---------------------------------------- | ----------- | ----------- |
| 13 | MSc. Luis Roberto Barriere               | El Salvador | 2023 - 2025 |
| 12 | Ing. Elliot Vernet Saavedra              | México      | 2020-2022   |
| 11 | Dr. Sergio Santos Mühlen ✝︎               | Brasil      | 2020        |
| 10 | Dr. Eric Laciar Leber                    | Argentina   | 2017-2019   |
| 9  | Dr. Guillermo Avendaño Cervantes ✝︎       | Chile       | 2014-2016   |
| 8  | Dr. Renato García Ojeda                  | Brasil      | 2011-2013   |
| 7  | Dr. Miguel Cadena Méndez ✝︎               | México      | 2008-2010   |
| 6  | M.C.Susana Beatriz Llanusa Ruiz          | Cuba        | 2005-2007   |
| 5  | Dr. Antonio Fernando Catelli Infantosi ✝︎ | Brasil      | 2002-2004   |
| 4  | Dr. Jorge Emilio Monzón                  | Argentina   | 1999-2001   |
| 3  | Ms. Adriana Velázquez Berumen            | México      | 1997-1998   |
| 2  | Dr. Carlos Péres de Costa                | Brasil      | 1995-1996   |
| 1  | Dr. Máximo E. Valentinuzzi ✝︎             | Argentina   | 1991-1994   |

## Eventos

### Congreso Latinoamericano de Ingeniería Biomédica
El Congreso Latinoamericano de Ingeniería Biomédica (CLAIB) es un evento que reúne a los diferentes países que constituyen a CORAL para presentar los resultados de investigaciones, compartir experiencias y coordinar acciones entre instituciones y universidades de la región que desarrollan la bioingeniería, ingeniería biomédica y otras ciencias afines. Este evento cuenta con la publicación Memorias Científicas CLAIB, que pertenecen a la serie IFMBE Proceedings la cual es una publicación oficial de la International Federation of Medical and Biological Engineering. 
| CLAIB | Año  | Sede                      |
| ----- | ---- | ------------------------- |
| X     | 2024 | Panamá, Panamá            |
| IX    | 2022 | Florianopolis, Brasil     |
| VIII  | 2019 | Cancún, México            |
| VII   | 2016 | Bucaramanga, Colombia     |
| VI    | 2014 | Paraná, Argentina         |
| V     | 2011 | La Habana, Cuba           |
| IV    | 2007 | Isla Margarita, Venezuela |
| III   | 2004 | Joao Pessoa, Brasil       |
| II    | 2001 | La Habana, Cuba           |
| I     | 1998 | Mazatlán, México          |

### Conferencia Latinoamericana de Bioimpedancia
La Conferencia Latinoamericana de Bioimpedancia (CLABIO) es una reunión de grupos de investigación en Bioimpedancia Eléctrica de América Latina y el Caribe, que tiene como objetivo compartir trabajos científicos y potenciales innovaciones en esta área de investigación. Como la International Conference on Electrical Bioimpedance(ICEBI) se realiza cada tres años, CLABIO se realiza a mitad del periodo entre dos ICEBI consecutivos. Tras el evento se realiza la publicación Memorias Científicas CLABIO, que pertenecen a la serie IFMBE Proceedings la cual es una publicación oficial de la International Federation of Medical and Biological Engineering.
| CLABIO | Año  | Sede                |
| ------ | ---- | ------------------- |
| IV     | 2021 | Guadalajara, México |
| III    | 2018 | Manizales, Colombia |
| II     | 2015 | Montevideo, Uruguay |
| I      | 2012 | Joinville, Brasil   |

## Afiliaciones y reconocimientos
- International Federation of Medical and Biological Engineering' - IFMBE
- IEEE Engineering in Medicine and Biology Society - EMBS